# Twierdzenie o zbiorze wypukłym
Twierdzenie o zbiorze wypukłym – twierdzenie analizy funkcjonalnej mówiące, że każdy niepusty zbiór domknięty i wypukły w przestrzeni Hilberta zawiera jeden i tylko jeden element o najmniejszej normie.
Wynik ten znajduje zastosowanie m.in. w dowodzie twierdzenia o rzucie ortogonalnym mającym swoje implikacje np. w rachunku prawdopodobieństwa (wykorzystywanym w jednym z dowodów istnienia warunkowej wartości oczekiwanej). Twierdzenie o zbiorze wypukłym lub, równoważnie, wynikające z niego twierdzenie najlepszej aproksymacji daje stosunkowo krótki dowód twierdzenia Brouwera o punkcie stałym dla dowolnego przekształcenia zwartego zbioru wypukłego {\displaystyle C\subseteq \mathbb {R} ^{n}} w siebie ({\displaystyle n}-wymiarowa przestrzeń euklidesowa jest przestrzenią Hilberta).

## Dowód
Niech {\displaystyle C} będzie niepustym, domkniętym i wypukłym podzbiorem przestrzeni Hilberta {\displaystyle H,} zaś {\displaystyle d=\inf _{c\in C}\|c\|} oznacza infimum norm elementów tego zbioru.
Jednoznaczność
Niech {\displaystyle x,y\in C} będą dwoma elementami, które spełniają {\displaystyle \|x\|=\|y\|=d;} z (zachodzącej w {\displaystyle H}) reguły równoległoboku zastosowanej do {\displaystyle {\tfrac {x}{2}},{\tfrac {y}{2}}} wynika, że
{\displaystyle {\tfrac {1}{4}}\|x-y\|^{2}={\tfrac {1}{2}}\|x\|^{2}+{\tfrac {1}{2}}\|y\|^{2}-{\big \|}{\tfrac {1}{2}}(x+y){\big \|}^{2},}
a ponieważ {\displaystyle C} jest wypukły, to {\displaystyle {\tfrac {1}{2}}(x+y)\in C,} czyli
{\displaystyle \|x-y\|^{2}\leqslant 2\|x\|^{2}+2\|y\|^{2}-4d^{2},}
co oznacza, iż {\displaystyle x=y,} gdyż prawa strona jest równa zeru.
Istnienie
Z definicji {\displaystyle d} istnieje ciąg {\displaystyle (y_{n})} spełniający {\displaystyle \|y_{n}\|\to d;} z powyższej nierówności wynika inna,
{\displaystyle \|y_{n}-y_{m}\|^{2}\leqslant 2\|y_{n}\|^{2}+2\|y_{m}\|^{2}-4d^{2},}
która pociąga za sobą warunek Cauchy’ego dla ciągu {\displaystyle (y_{n}),} a z zupełności {\displaystyle H} jest {\displaystyle y_{n}\to y_{0}} dla pewnego elementu {\displaystyle y_{0},} który należy do zbioru {\displaystyle C} na mocy jego domkniętości (i niepustości); jest on poszukiwanym elementem o minimalnej normie, ponieważ {\displaystyle \|y_{n}\|\to \|y_{0}\|.}

## Aproksymacja i rzut
Powyższe twierdzenie można sformułować w nieco inny sposób uzyskując
Twierdzenie o najlepszej aproksymacji
Dla każdego {\displaystyle h\in H} istnieje jeden i tylko jeden element {\displaystyle a\in C,} dla którego zachodzi
{\displaystyle \|h-a\|=\mathrm {dist} _{C}\ h,}
gdzie {\displaystyle \mathrm {dist} _{C}\ h=\inf _{c\in C}\|h-c\|} oznacza odległość elementu {\displaystyle h} od zbioru {\displaystyle C.}
Element {\displaystyle a} nazywa się elementem najlepszej aproksymacji dla {\displaystyle h} (tzn. najlepiej przybliżającym {\displaystyle h} w sensie odległości). W twierdzeniu o zbiorze wypukłym aproksymowany jest w istocie element {\displaystyle h=0} (ma on najniższą, zerową normę spośród elementów {\displaystyle H} i jest to jedyny element o tej normie), wystarczy więc rozpatrzeć translację {\displaystyle C+h} zbioru {\displaystyle C} dla dowolnie wybranego elementu {\displaystyle h\in H.}
Jednoznacznie wyznaczony element {\displaystyle a} nazywa się też rzutem elementu {\displaystyle h} na (domknięty i wypukły) zbiór {\displaystyle C} i oznacza {\displaystyle \mathrm {Pr} _{C}\ h}. Jeśli {\displaystyle F\subseteq H} jest domkniętym podzbiorem {\displaystyle H,} to {\displaystyle a=\mathrm {Pr} _{F}\ h} wtedy i tylko wtedy, gdy dla każdego {\displaystyle x\in F} zachodzi nierówność
{\displaystyle \langle a,x-a\rangle \geqslant \langle h,x-a\rangle .}
Nazwa „rzut” (i oznaczenie {\displaystyle \mathrm {Pr} }) bierze się z tego, że odwzorowanie {\displaystyle \mathrm {Pr} _{C}(\cdot )} jest odwzorowaniem zwężającym, a stąd ciągłym, a ponadto jest idempotentne na {\displaystyle C,} tj. {\displaystyle \mathrm {Pr} _{C}\ C=C,} co oznacza, że odwzorowanie to jest retrakcją.